# Cocona Hiraki
Cocona Hiraki (n. 26 august 2008, Kutchan⁠(d), Prefectura Hokkaidō, Japonia) este o sportivă ce a reprezentat Japonia, medaliată olimpică. A participat la 2 ediții ale Jocurilor Olimpice (2020, 2024) în care a câștigat două medalii de argint.